# مسلم بن حجاج نیشابوری
مسلم بن حجاج نیشابوری (به عربی: أبو الحسین مسلم بن الحجاج القشیری النیسابوری)، معروف به امام مسلم ، یکی از شخصیت‌های معروف علم حدیث و نویسندهٔ کتاب صحیح مسلم است. وی در نیشابور زاده شد و به حجاز، عراق، شام و مصر برای جمع‌آوری حدیث و آموزش علم حدیث مسافرت کرد و با محمد بخاری کمال دوستی ومودت را داشت.
تألیف مشهور او که صحیح مسلم نام دارد که یکی از کتب معتبر اهل سنت به‌شمار می‌رود. او در سال ۲۶۱ هجری قمری درگذشت.آرامگاه او در نزدیکی قبر فضل بن شاذان در نیشابور است.

## نام، نسب و لقب
به گفته محققان وی اصالت پارسی یا عربی داشته است. همچنین گفته شده او از از قبیله عربی بنی قشیر بوده است. وی ملقب به امام مسلم است.

## استادان او
او از یحیی بن یحیی نیشابوری، قتیبه بن سعید، محمد بن عبدالوهاب فراء، اسحاق بن راهویه، محمد بن مهران، ابراهیم بن موسی فراء، علی بن جعد، احمد بن حنبل، و استادان علوم حدیث بسیاری حدیث شنید.

## آثار
- صحیح مسلم
- التمییز
- الکنی والأسماء
- طبقات التابعین
- أولاد الصحابة
- الإخوة والأخوات
- الأقران
- أوهام المحدثین
- مشایخ الثوری
- مشایخ شعبة

## منبع و پیوند به بیرون
- العظم، رفیق، “ (أشهر مشاهیر الإسلام) “، چاپ: دارالرائد العربی، بیروت. لبنان. ۱۴۰۱ هـ ــ ۱۹۸۱ میلادی.
- صحیح مسلم در ویکینبشته عربی
- التمییز - در کتابخانه الوقفیة
- پایگاه ایترنتی مربوط به کتاب صحیح مسلم
- الکنی والأسماء - در کتابخانه الوقفیة

1. ↑  al-Qushayrī, Muslim ibn al-Ḥajjāj; Shahryar, Aftab (2004-01-01). صحيح مسلم (به انگلیسی). Islamic Book Service. ISBN 9788172315924.
2. ↑  R.N. Frye, ed. (1975). The Cambridge history of Iran. London: Cambridge University Press. p. 471. ISBN 978-0-521-20093-6.